# 2014 en Israël
Chronologie d'Israël (en)
- 2010
- 2011
- 2012
- 2013
- 2014
- 2015
- 2016
- 2017
- 2018

Cette page concerne les évènements survenus en 2014 en Israël  :

## Évènement
- Guerre de Gaza de 2014 (Chronologie - Réactions internationales)
- 10 juin : Élection présidentielle
- 12 juin : Meurtre de trois adolescents israéliens
- 2 juillet : Meurtre de Mohammad Abou Khdeir
- 22 octobre : Attentat à Jérusalem
- 18 novembre : Massacre de la synagogue de Har Nof

## Sport
- Championnat d'Israël de football 2013-2014
- Championnat d'Israël de football 2014-2015

## Culture

### Sortie de film
- L'Aube
- Fin de partie
- L'Institutrice
- Loin de mon père
- Mon fils
- Le Procès de Viviane Amsalem
- Schnitzel
- Self Made
- The Decent One
- Tsili
- Zero Motivation